# Kimi ni aitakute
A Kimi ni aitakute (君に逢いたくて) Gackt japán énekes kislemeze, mely 2004. október 27-én jelent meg a Nippon Crown kiadónál. Második helyezett volt az Oricon heti slágerlistáján és 17 hétig szerepelt rajta. A Japán Hanglemezgyártók Szövetsége aranylemezzé nyilvánította.

## Számlista
| #  | Cím                                              | Hossz |
| -- | ------------------------------------------------ | ----- |
| 1. | Kimi ni aitakute (君に逢いたくて)                | 5:37  |
| 2. | Peace (ピース)                                   | 4:17  |
| 3. | Kimi ni aitakute (君に逢いたくて) (Instrumental) | 5:37  |
| 4. | Peace (ピース) (Instrumental)                    | 4:08  |